# Djamel Ainaoui
Djamel Ainaoui est un lutteur français né le 20 mars 1975 à Courrières.

## Palmarès

### Jeux olympiques
- 12e en lutte gréco-romaine dans la catégorie des moins de 58 kg en 2000 à Sydney

### Championnats d'Europe
- Médaille d'argent en lutte gréco-romaine dans la catégorie des moins de 58 kg en 1997 à Kouvola
- Médaille de bronze en lutte gréco-romaine dans la catégorie des moins de 60 kg en 2002 à Seinäjoki

### Jeux méditerranéens
- Médaille d'or en lutte gréco-romaine dans la catégorie des moins de 58 kg en 2001 à Tunis